# Episodi di Lock-Up (seconda stagione)
La seconda stagione della serie televisiva Lock-Up è andata in onda negli Stati Uniti dal 24 settembre 1960 al 10 giugno 1961 in syndication.
| nº | Titolo originale                                                 | Prima TV USA      |
| -- | ---------------------------------------------------------------- | ----------------- |
| 1  | The Case of Joe Slate                                            | 24 settembre 1960 |
| 2  | The Tee Off (a.k.a. The Case of Dan Gray)                        | 1º ottobre 1960   |
| 3  | The Skid Row Story                                               | 8 ottobre 1960    |
| 4  | Flying High                                                      | 15 ottobre 1960   |
| 5  | The Beau and Arrow Case                                          | 22 ottobre 1960   |
| 6  | The Frame Up                                                     | 29 ottobre 1960   |
| 7  | The Seventh Hour                                                 | 5 novembre 1960   |
| 8  | The Sisters                                                      | 12 novembre 1960  |
| 9  | Top Secret                                                       | 19 novembre 1960  |
| 10 | Society Doctor                                                   | 26 novembre 1960  |
| 11 | Number Please                                                    | 3 dicembre 1960   |
| 12 | Coins of Antiquity (a.k.a. The Case of Alexis George)            | 10 dicembre 1960  |
| 13 | Concrete Coffin                                                  | 17 dicembre 1960  |
| 14 | Compulsive Killer                                                | 24 dicembre 1960  |
| 15 | Girls Wanted                                                     | 31 dicembre 1960  |
| 16 | Diamond Dupe                                                     | 7 gennaio 1961    |
| 17 | His Brother's Keeper                                             | 14 gennaio 1961   |
| 18 | A Case of Arson                                                  | 21 gennaio 1961   |
| 19 | Jennifer                                                         | 28 gennaio 1961   |
| 20 | Abandoned Mine                                                   | 4 febbraio 1961   |
| 21 | A French Affair                                                  | 11 febbraio 1961  |
| 22 | End of a Titan                                                   | 18 febbraio 1961  |
| 23 | Fugitive From Fear                                               | 25 febbraio 1961  |
| 24 | Design for Murder                                                | 4 marzo 1961      |
| 25 | Like Father, Like Son                                            | 11 marzo 1961     |
| 26 | Red Confetti                                                     | 18 marzo 1961     |
| 27 | Planter's Death                                                  | 25 marzo 1961     |
| 28 | Two Wrongs                                                       | 1º aprile 1961    |
| 29 | Jungle Compound                                                  | 8 aprile 1961     |
| 30 | Mr. Sobel's Birthday Party (a.k.a. The Case of Willie Betterley) | 15 aprile 1961    |
| 31 | The Wildcatter                                                   | 22 aprile 1961    |
| 32 | The Accused                                                      | 29 aprile 1961    |
| 33 | Leading Young Citizen                                            | 6 maggio 1961     |
| 34 | Hurricane                                                        | 13 maggio 1961    |
| 35 | Court Martial                                                    | 20 maggio 1961    |
| 36 | Sacrifice Play                                                   | 27 maggio 1961    |
| 37 | Face of Innocence                                                | 3 giugno 1961     |
| 38 | The Intruder                                                     | 10 giugno 1961    |
| 39 | Photo Finish (a.k.a. The Case of Nan Havens)                     | 17 giugno 1961    |

## The Case of Joe Slate
- Prima televisiva: 24 settembre 1960
- Diretto da: Jack Herzberg
- Scritto da: Stuart Jerome

### Trama
- Guest star: Lon Chaney, Jr. (sceriffo Davie), Steve Terrell (Joe Slade), Barbara Collentine

## The Tee Off (a.k.a. The Case of Dan Gray)
- Prima televisiva: 1º ottobre 1960
- Diretto da: Leon Benson
- Scritto da: Sidney Morse

### Trama
- Guest star: Joanne Gilbert (Linda Dawes), Donna Douglas (Gloria Larkey), John Hudson (Dan Grey)

## The Skid Row Story
- Prima televisiva: 8 ottobre 1960
- Diretto da: Eddie Davis
- Scritto da: Stuart Jerome

### Trama
- Guest star: Raymond Hatton, Harry Shannon, Hal K. Douglas, Connie Gilchrist (Molly), Lloyd Corrigan (Barney Klein)

## Flying High
- Prima televisiva: 15 ottobre 1960
- Diretto da: Jack Herzberg
- Scritto da: Gene Lesser

### Trama
- Guest star: Joan O'Brien, William Joyce, Ross Elliott, Don Eitner, Esther Dale, Dick Elliott (barista), Mary Webster (Jean Davis)

## The Beau and Arrow Case
- Prima televisiva: 22 ottobre 1960
- Diretto da: Eddie Davis
- Scritto da: Robert Bloch

### Trama
- Guest star: James Best (Roy), George Eldredge (dottor Von Heisinger), Jack Ging (Tom Chambers), Connie Hines (Betty Chambers)

## The Frame Up
- Prima televisiva: 29 ottobre 1960
- Diretto da: Eddie Davis
- Scritto da: Jack Rock

### Trama
- Guest star: Susan Cummings (Janet), Barry Russo (Curt Baron), Brett King (Jimmy Davis)

## The Seventh Hour
- Prima televisiva: 5 novembre 1960
- Diretto da: Jean Yarbrough
- Scritto da: Meyer Dolinsky

### Trama
- Guest star: Robert Bice (Bill Donati), Frank Puglia (Al Curtis), Lori Nelson (Honey Evans)

## The Sisters
- Prima televisiva: 12 novembre 1960
- Diretto da: Jack Herzberg
- Scritto da: Stuart Jerome

### Trama
- Guest star: Greta Thyssen (Hilda Mueller), Juli Reding (Girlfriend), Diana Millay (Ellie Daniels), James Griffith (Miles Turner), Edward Knight (poliziotto), Mala Powers (Whitney Coleman)

## Top Secret
- Prima televisiva: 19 novembre 1960
- Diretto da: Leslie Goodwins
- Scritto da: Gene Lesser

### Trama
- Guest star: Nina Shipman (Alice), Andrea King (Mrs. Hunter), Charles Maxwell (Allen Decker)

## Society Doctor
- Prima televisiva: 26 novembre 1960
- Diretto da: Jack Herzberg
- Scritto da: Teddi Sherman

### Trama
- Guest star: Clark Howat (dottor William Stanhope), Jackie Coogan (Pinky)

## Number Please
- Prima televisiva: 3 dicembre 1960
- Diretto da: Fred Hamilton
- Scritto da: Sidney Morse

### Trama
- Guest star: Charles Fredericks (Jake Neal), James Bronte (Harry Bourne), John Litel (Harry Calder), Louise Lorimer (Helen Allison), John Hackett (detective Baker), Mike Sargent (dispatcher), Jean Carson (Alice Allison), Arline Hunter (Mrs. Bourne), Joan Taylor (Lauren Bodray)

## Coins of Antiquity (a.k.a. The Case of Alexis George)
- Prima televisiva: 10 dicembre 1960
- Diretto da: Eddie Davis
- Scritto da: Jack Rock

### Trama
- Guest star: Frank J. Scannell (Walter Fargo), Milton Parsons (Larry Garvey), Burt Reynolds (Latcher Duncan), Sandra Warner (Jennie Johnson), George De Normand (Pier Worker), Frank Warren (ufficiale Charlie), Nico Minardos (Alexis George)

## Concrete Coffin
- Prima televisiva: 17 dicembre 1960
- Diretto da: Leslie Goodwins
- Scritto da: Jack Lewis

### Trama
- Guest star: John Gallaudet (Janis), Ellen Corby (Amy Kraus)

## Compulsive Killer
- Prima televisiva: 24 dicembre 1960
- Scritto da: Jack Rock

### Trama
- Guest star: William Schallert (professore Hasting), Patricia Medina (Mrs. Hasting)

## Girls Wanted
- Prima televisiva: 31 dicembre 1960
- Diretto da: Jack Herzberg
- Scritto da: George Fass, Gertrude Fass

### Trama
- Guest star: Kasey Rogers (Laurie), Olive Carey (Casey), Barbara Luna (Angel Valdez)

## Diamond Dupe
- Prima televisiva: 7 gennaio 1961
- Scritto da: Vernon E. Clark

### Trama
- Guest star: Steve Drexel (Fred Reynolds)

## His Brother's Keeper
- Prima televisiva: 14 gennaio 1961
- Diretto da: Jack Herzberg
- Scritto da: Malvin Wald

### Trama
- Guest star: Argentina Brunetti (Mrs. Voltaire), Abigail Shelton (Mrs. Wade), Joe Sawyer (sergente McEvoy), Sally Kellerman (Cubby Borden), Leander de Cordoba (Voltaire), Florence Lake (Penny Jackson), Buddy Lewis (Pete Wade), Robert Christian (Carl Norwood), Britt Lomond (Larry Wade)

## A Case of Arson
- Prima televisiva: 21 gennaio 1961
- Diretto da: Leslie Goodwins
- Scritto da: Gertrude Fass, George Fass

### Trama
- Guest star: Barbara Long (Elaine Denham), Cyril Delevanti (Sam Putnam)

## Jennifer
- Prima televisiva: 28 gennaio 1961
- Diretto da: Fred Hamilton
- Scritto da: Stuart Jerome

### Trama
- Guest star: Gina Gillespie (Jennifer Vaughan), Angela Greene (Lisa Swanson)

## Abandoned Mine
- Prima televisiva: 4 febbraio 1961
- Diretto da: Buddy Agnow
- Scritto da: Robert Bloch

### Trama
- Guest star: Paul E. Burns (Nick Hawkins), Robert Knapp (Fred Regren), Gloria Jean (Laura), Andy Clyde (Tom Henley)

## A French Affair
- Prima televisiva: 11 febbraio 1961
- Diretto da: Joseph McDonald
- Scritto da: Gene Lesser

### Trama
- Guest star: Gregory Gaye (ispettore de Walt), Marshall Kent (Ralph Trindle), Danielle De Metz (Yvonne), Louis Mercier (Armand Grandier), Vanda Dupre (Mrs. Carver), Adelina Pedroza (Christine Grandier), Ted Roter (Paul), Richard Arlen (Ed Carner)

## End of a Titan
- Prima televisiva: 18 febbraio 1961
- Diretto da: Leslie Goodwins
- Scritto da: Meyer Dolinsky

### Trama
- Guest star: Elaine Devry (Debbie Arnold), Carter DeHaven (Harry Frisbee)

## Fugitive From Fear
- Prima televisiva: 25 febbraio 1961
- Diretto da: Monroe P. Askins
- Scritto da: Robert Bloomfield

### Trama
- Guest star: Gail Bonney, Regina Gleason, Byron Morrow, Preston Hanson, Bek Nelson (Naomi Matson), John Burns (Ken Tyler), Sue Randall (Peggy Tyler)

## Design for Murder
- Prima televisiva: 4 marzo 1961
- Diretto da: Jack Herzberg
- Scritto da: Charles Smith

### Trama
- Guest star: Patricia Corrigan (Betty Brown), Helen Wallace (Henrietta Wallace), Emmaline Henry (Marion Green), Patricia Manning (Miss Webster), George E. Carey (Harvey Pinkley), Robert Gothie (Bob Green), Gage Clarke (Bruce Paulson)

## Like Father, Like Son
- Prima televisiva: 11 marzo 1961
- Diretto da: Leslie Goodwins
- Scritto da: Manning Woods

### Trama
- Guest star: Robert Warwick (George Burkhardt Sr.), Tommy Ivo (George Burkhardt Jr.), John Bleifer (Pete), Stefanie Powers (Mandy Adams), Harlan Warde (dottor Horace Belden)

## Red Confetti
- Prima televisiva: 18 marzo 1961
- Diretto da: Jack Herzberg
- Scritto da: Kathy Blatz

### Trama
- Guest star: Nan Peterson (Flame), Neil Hamilton (Mark Devlin), Russell Arms (Douglas Manning)

## Planter's Death
- Prima televisiva: 25 marzo 1961
- Diretto da: Jack Herzberg
- Scritto da: Charles Smith

### Trama
- Guest star: Lucienne Auclair (Marcela), Richard Aherne, Isabel Jewell

## Two Wrongs
- Prima televisiva: 1º aprile 1961
- Diretto da: Leslie Goodwins
- Scritto da: Bob Mitchell

### Trama
- Guest star: Douglas Dick (Louie Lamark), Pat Healy (Maxine Royce), Nancy Rennick (Joan Hammond), Walter Coy (Steve Ryker), H. E. West (Hired Killer), Robert Swan (caposquadra), Jack Cassidy (Vincent Gibson)

## Jungle Compound
- Prima televisiva: 8 aprile 1961
- Diretto da: Jack Herzberg
- Scritto da: Jack Rock

### Trama
- Guest star: Marvin Press, Nancy McCarthy, Hank Patterson, Don Haggerty, Larry J. Blake

## Mr. Sobel's Birthday Party (a.k.a. The Case of Willie Betterley)
- Prima televisiva: 15 aprile 1961
- Diretto da: Joseph McDonald
- Scritto da: Kathy Blatz

### Trama
- Guest star: Joyce Jameson (Coralee), Sara Haden (Nettie), Steve Franken (Wilby), Jonathan Hole (Sobel), Percy Helton (J. Q.)

## The Wildcatter
- Prima televisiva: 22 aprile 1961
- Diretto da: Fred Hamilton
- Scritto da: Gene Lesser

### Trama
- Guest star: Adele Mara (Norma Ames), Guy Stockwell (Bud Towns)

## The Accused
- Prima televisiva: 29 aprile 1961
- Diretto da: Joseph McDonald
- Scritto da: Stuart Jerome

### Trama
- Guest star: Audrey Dalton (Susan Carter), Anna Lee (Helen Lee)

## Leading Young Citizen
- Prima televisiva: 6 maggio 1961
- Diretto da: Jack Herzberg
- Scritto da: Vernon E. Clark

### Trama
- Guest star: Olive Carey (Mrs. Hines), Beverly Reed (segretario/a), Jeanne Bates (Catherine Taner), Karyn Kupcinet (Wanda Mather), Charles Devin (Bar Patron), Ray Hamilton (Joe Taner)

## Hurricane
- Prima televisiva: 13 maggio 1961
- Diretto da: Jack Herzberg
- Scritto da: Stuart Jerome

### Trama
- Guest star: Robert Knapp (Holden), June Vincent (Martha McKay)

## Court Martial
- Prima televisiva: 20 maggio 1961
- Diretto da: Eddie Davis
- Scritto da: George Fass, Gertrude Fass

### Trama
- Guest star: Reedy Talton (sergente Corey)

## Sacrifice Play
- Prima televisiva: 27 maggio 1961
- Diretto da: Fred Hamilton
- Scritto da: Bob Mitchell

### Trama
- Guest star: Bill Zuckert (Al Bingham), John Considine (Larkin)

## Face of Innocence
- Prima televisiva: 3 giugno 1961
- Diretto da: Jack Herzberg
- Scritto da: Kathy Blatz

### Trama
- Guest star: Frank Ferguson (capitano), Alan Hale, Jr. (Roger), Faith Domergue (Marianne)

## The Intruder
- Prima televisiva: 10 giugno 1961
- Diretto da: Jack Herzberg
- Scritto da: Stuart Jerome

### Trama
- Guest star: Mary Newton (Bernice), Mike Steele (Tony Conway), Charles Quinlivan (Don Nichols), Francine York (Allison Conway), Jan Shepard (Patrice Reed)

## Photo Finish (a.k.a. The Case of Nan Havens)
- Prima televisiva: 17 giugno 1961
- Diretto da: Jack Herzberg
- Scritto da: Leigh Jason

### Trama
- Guest star: Charity Grace (Mrs. Havens), Mary Tyler Moore (Nan Havens), Penny Edwards (Laura), Brett King (Stone)